# 新伊萬基夫卡
48°4′16″N 35°44′27″E / 48.07111°N 35.74083°E
新伊萬基夫卡（烏克蘭語：Новоіванківка）是位於烏克蘭東南部的村莊，由扎波羅熱州扎波羅熱区的新米科拉伊夫卡市鎮負責管轄。該村處於卢布亚希夫卡河畔，距離維利内0.5公里，面積13.13平方公里，海拔高度149米，2001年人口377。